# Lišane Ostrovičke
Lišane Ostrovičke (ital.: Lissane) ist eine Gemeinde in Kroatien in der Gespanschaft Zadar.

## Lage und Einwohner
Lišane Ostrovičke liegt 50 km südöstlich von Zadar an der Küstenstraße Benkovac – Skradin und an der Eisenbahnlinie Zadar – Knin in der Ebene Ravni kotari, dem Hinterland von Zadar. Zur Gemeinde Lišane Ostrovičke zählen noch die Dörfer Dobropoljci und Ostrovica. Die Gemeinde hat 698 Einwohner (Volkszählung 2011), wovon allein 583 im Hauptort Lišane Ostrovičke leben.

## Geschichte
Die Gegend fiel im Jahre 1523 an die Türken.
Bekannt ist die Festung Ostrovica, welche im venezianisch-türkischen Krieg im 17. Jahrhundert zerstört wurde.
Im Kroatienkrieg wurde die Gemeinde im September 1991 schwer beschädigt. Vor dem Krieg lebten 1636 Menschen in der Gemeinde. Davon waren 40 % Serben. Heute sind es noch knapp 12 %.